# Federação Maranhense de Futebol
A Federação Maranhense de Futebol é a entidade que controla o Futebol no Estado do Maranhão e representa os clubes maranhenses na CBF.

## Diretoria atual[1]
- Presidente: Antônio Américo Lobato Gonçalves
- Vice-presidentes:
  - Antônio José Cassas de Lima
  - Francisco José Ramos da Silva
  - Luís Henrique de Nazareth Bulcão
  - Robson Santana Vasconcelos
- Diretor do departamento técnico: José Jamenes Ribeiro Calado
- Presidente da Ceaf: Francisco José Ramos da Silva (interino)
- Diretor do departamento de ligas: Raimundo Marcelino Ferreira
- Diretor de futebol feminino de divisão: Deusdedit Pinheiro Câmara
- Tesoureiro: Emanuel de Jesus dos Santos Sousa

## Lista de Clubes
Abaixo a lista os clubes profissionais associado a Federação Maranhense de Futebol.
- Em "†", estão os clubes licenciados ou extintos.
- O Atlético Bacabal foi fundado em 1996 como Clube Atlético Babaçu, mudando para atual denominação em 2019.
- O Juventude desde 2018 manda suas partidas na cidade de São Mateus do Maranhão, mas continua com sua sede na cidade de Caxias.

## Ranking da Confederação Brasileira de Futebol
Com o objetivo de classificar de forma técnica as equipes do futebol brasileiro, o ranking da CBF é estabelecido com base no desempenho dos clubes em competições nacionais - Campeonato Brasileiro e Copa do Brasil - nos últimos cinco anos. Cada temporada considerada no ranking recebe um peso distinto, com os pontos do ano vigente multiplicados por cinco, e do mais antigo, multiplicado por um, desde 2013 a CBF ano da sua criação para facilitar as receptivamente as vagas asseguradas para competições nacionais e regionais, Confederação Brasileira de Futebol (CBF), mudou critérios para formação do seu ranking nacional, deixando de ser um ranking histórico, e passando a levar em consideração o desempenho dos clubes nos últimos cinco anos;

### Futebol Masculino
Ranking de clubes atualizado em 17 de dezembro de 2024:
| Pos. | Comparação | Clube           | Pontos | Brasileirão 2025 | Maranhense 2025 |
| ---- | ---------- | --------------- | ------ | ---------------- | --------------- |
| 36°  | (3)        | Sampaio Corrêa  | 3.869  | Série D          | Série A         |
| 86°  | (0)        | Moto Club       | 955    | Sem divisão      | Série A         |
| 103° | (32)       | Maranhão        | 674    | Série D          | Série A         |
| 138° | (26)       | Juventude Samas | 304    | Silenciado       | Silenciado      |
| 144° | (8)        | Cordino         | 304    | Sem divisão      | Série B         |
| 165° | (11)       | Tuntum          | 250    | Sem divisão      | Série A         |
| 177° | (65)       | Imperatriz      | 225    | Série D          | Série A         |

Ranking de federações atualizado em 17 de dezembro de 2024

### Ranking da Federação anualmente
| Ano  | Pos. | Pontos |
| ---- | ---- | ------ |
| 2013 | 17º  | 3.482  |
| 2014 | 17º  | 3.530  |
| 2015 | 15º  | 5.063  |
| 2016 | 16º  | 5.639  |
| 2017 | 16º  | 5.639  |
| 2018 | 15º  | 6.574  |
| 2019 | 15º  | 6.574  |
| 2020 | 14º  | 7.643  |
| 2021 | 14º  | 7.941  |
| 2022 | 14º  | 7.809  |
| 2023 | 14º  | 7.951  |
| 2024 | 14º  | 7.389  |
| 2025 | 15º  | 6.641  |

### Futebol Feminino
Ranking de clubes atualizado em 17 de dezembro de 2024:
| Pos. | Comparação | Clube               | Pontos | Brasileirão 2025 |
| ---- | ---------- | ------------------- | ------ | ---------------- |
| 46°  | (9)        | CEFAMA              | 1.620  | Sem divisão      |
| 57°  | (20)       | IAPE                | 1.066  | Série A3         |
| 104° | (0)        | Juventude Timonense | 228    | Sem divisão      |

Ranking de federações atualizado em 17 de dezembro de 2024
| Pos. | Comparação | Federação | Pontos |
| ---- | ---------- | --------- | ------ |
| 18°  | (1)        | FMF       | 2.914  |

## Competições
A FMF é a organizadora e responsável pelas seguintes competições com um órgão oficial:
- Campeonato Maranhense de Futebol
  - Campeonato Maranhense - Série A
  - Campeonato Maranhense - Série B
    - Categoria de Base

  - Campeonato Maranhense de Futebol Sub-19
  - Campeonato Maranhense de Futebol Sub-16
  - Campeonato Maranhense de Futebol Sub-14
  - Campeonato Maranhense de Futebol Sub-13
    - Feminino

  - Campeonato Maranhense de Futebol Feminino